# Городское поселение посёлок Мохсоголлох
Городско́е поселе́ние посёлок Мохсоголлох — муниципальное образование в Хангаласском улусе Якутии Российской Федерации.
Административный центр — пгт Мохсоголлох.

## История
Статус и границы городского поселения установлены Законом Республики Саха (Якутия) от 30 ноября 2004 года N 173-З N 353-III «Об установлении границ и о наделении статусом городского и сельского поселений муниципальных образований Республики Саха (Якутия)».

## Население
| 2011  | 2012  | 2013  | 2014  | 2015  | 2016  | 2017  |
| ----- | ----- | ----- | ----- | ----- | ----- | ----- |
| 6686  | ↘6487 | ↘6362 | ↘6248 | ↗6255 | ↘6197 | ↘6178 |
| 2018  | 2019  | 2020  | 2021  | 2023  |       |       |
| ↘6159 | ↘6125 | ↘6123 | ↘5264 | ↘5192 |       |       |

## Состав городского поселения
| № | Населённый пункт | Тип населённого пункта      | Население |
| - | ---------------- | --------------------------- | --------- |
| 1 | Мохсоголлох      | пгт, административный центр | ↘5192     |